# غرفة تبديل الملابس

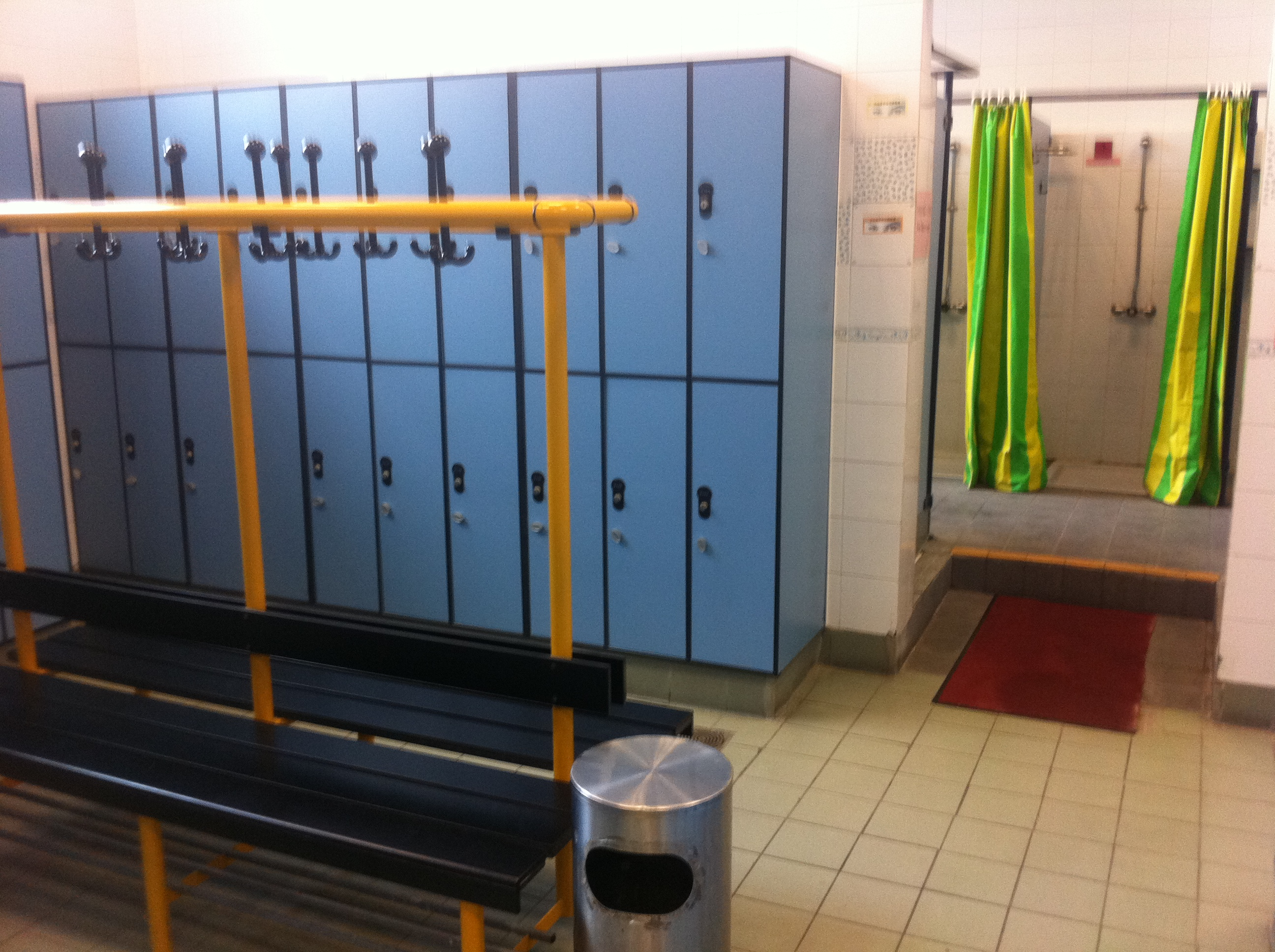
المَلبس في قاعة رياضة

غرفة تبديل الملابس (عادة في الرياضة و المسرح) أو غرفة الغيار (استخدام إقليمي) أو المَلْبَس أو غرفة الملابس أو غرفة المقالد هي غرفة أو منطقة صممت لتبديل ملابس الفرد. غرف تبديل الملابس تتوافر في الأماكن شبه العامة لتمكين الأشخاص من تبديل ملابسهم بدرجات متفاوتة من الخصوصية.
يمكن توفير غرف تبديل ملابس تتضمن الفصل بين الجنسين أو هنالك يمكن أن تكون مفتوحة غير محددة الجنس مع حجرات فردية، مع حمامات مشتركة للجنسين. تحتوي العديد من غرف تبديل الملابس على حمامات، مغاسل ودشات استحمام. أحيانا يوجد منها جزء صغير للاستحمام. مثال، مغاسل الرجال والنساء كما في ساحة (Torino's Dundas) ( حيث تتضمن منطقة لعب مائية ) كل واحدة تضمن على منطقة للتغيير في نهاية كل صف من الأحواض. في هذه الحالة، يكون المرفق في المقام الأول هو الحمام ويستخدم كحد أدنى لتبديل الملابس. نظرا لأن نسبة صغيرة فقط من المستخدمين يبدلون لباس سباحة أحيانا يمكن للشخص تبديل ملابسه/ ملابسها في حجرة الحمام 
عادة ما تتواجد غرف تبديل الملابس الكبيرة في الشواطئ العامة، أو مناطق الاستحمام الأخرى، حيث معظم المساحة تكون مخصصة التبديل مع ضمان الحد الأدنى من مساحة الحمام.
غالبا ما تكون غرف تبديل الملابس الشاطئية غرف كبيرة مفتوحة مع مقاعد مقابل الجدران.
بعضها لا تحتوي على سقف، فقط تحتوي على حاجز ضروري فقط لمنع الناس في الخارج من الرؤية.

## الأنواع
يوجد أنواع مختلفة من غرف تبديل الملابس تتضمن :
-الأكشاك المتغيرة : و هي أكشاك صغيرة حيث يمكن تبديل الملابس ضمن خصوصية. يتم استخدامها لأي نشاط بدني.
-غرف خلع الملابس عادة تكون مساحات خاصة بالجنس، حيث تكون لتبديل الملابس وتخزينها في الخزانة. غالبا يكون استخدامها للسباحة أو لأغراض رياضية أخرى. و هي مساحات مفتوحة بدون أكشاك. تشمل هذه الغرف حمامات، مغاسل ودشات.
-غرف القياس، أو غرف خلع الملابس، عادة ما تكون حجرات لمستخدم واحد حيث تمكن الشخص من ارتداء الملابس، تتواجد غالباً في متاجر البيع بالتجزئة (الجملة) حيث تمكن الشخص من تجربة الملابس قبل شرائها.
-الغرف الخضراء أو غرف الفخاخ هي أماكن مختلطة خلف الكواليس أو تحت المسرح تتواجد بالمسارح أو أماكن مماثلة أخرى.
- الأكشاك المتغيرة : هي أكشاك صغيرة حيث يمكن تبديل الملابس ضمن خصوصية. الملابس عادة ما يتم تخزينها في الخزائن. عادةً لا يوجد مناطق منفصلة للرجال والنساء. غالباً ما يتم دمجها مع الاستحمام الجماعي مفصول الجنسين.
معظم حمامات السباحة العامة تحتوي على  مرافق تبديل من هذا النوع إلى جانب غرف التبديل المشتركة.